# ハンガリー国防軍
ハンガリー国防軍（ハンガリーこくぼうぐん、ハンガリー語：Magyar Honvédség）は、ハンガリー共和国の軍隊。兵力は常備兵37,650人、予備役2万人である。その他ハンガリー軍事情報局という諜報機関を有する。陸軍及び空軍からなり、統合指揮される。ハンガリーは海を持たない内陸国のため、海軍は存在しない。

## 概要
ハンガリー国防軍はハンガリー革命の最中、1848年9月にハンガリー評議会共和国とコシュート・ラヨシュによって設立された革命軍である国土防衛隊を起源とする。1867年のアウスグライヒに基づき国土防衛隊は解体され、帝国軍の一部となる。国防軍は具体的にはオーストリア＝ハンガリー帝国のハンガリー軍であるが、全体としてオーストリア後備軍や帝国軍とは異なる。第一次世界大戦後、帝国は解体され国防軍はハンガリー軍となり、第二次世界大戦後には、ハンガリー人民共和国のハンガリー人民軍となった。ハンガリー軍は今日、ハンガリー国防軍と呼ばれている。
また、クラブチームにブダペスト・ホンヴェードFCがある。

## 画像

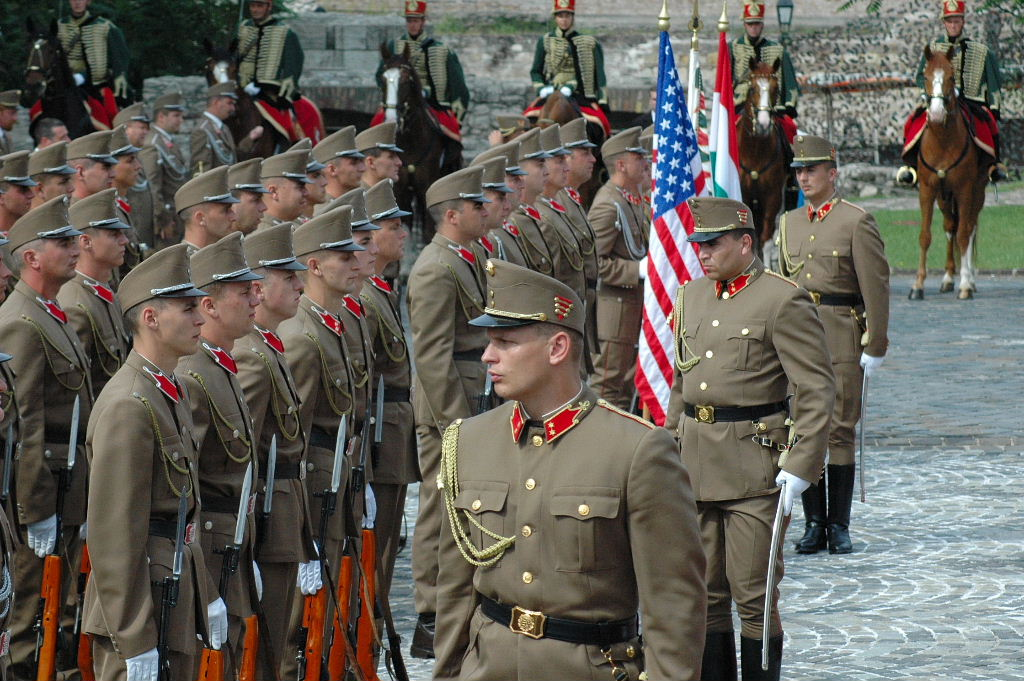
整列する陸軍兵士
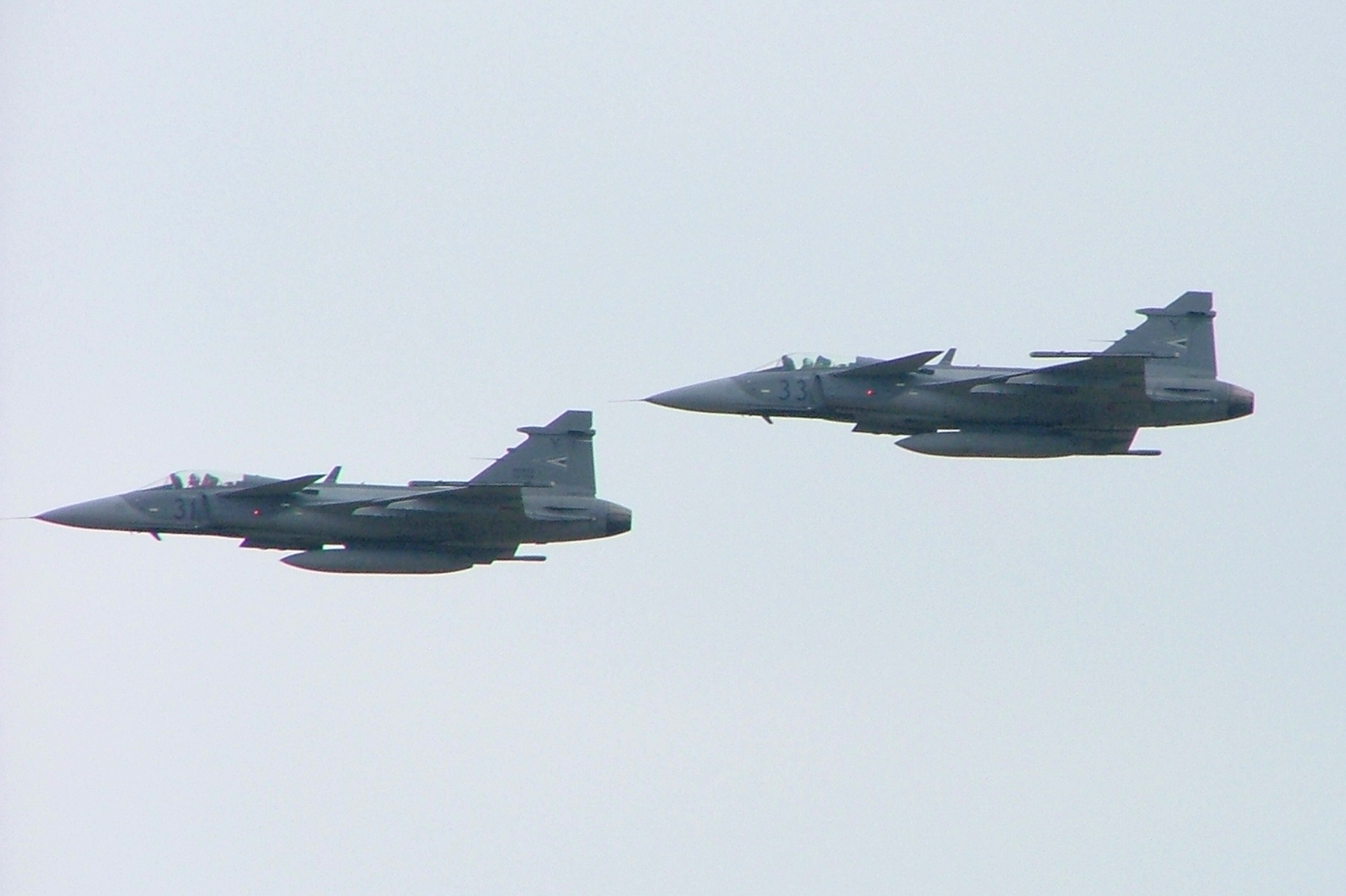
ハンガリー空軍所属のサーブ 39 グリペン
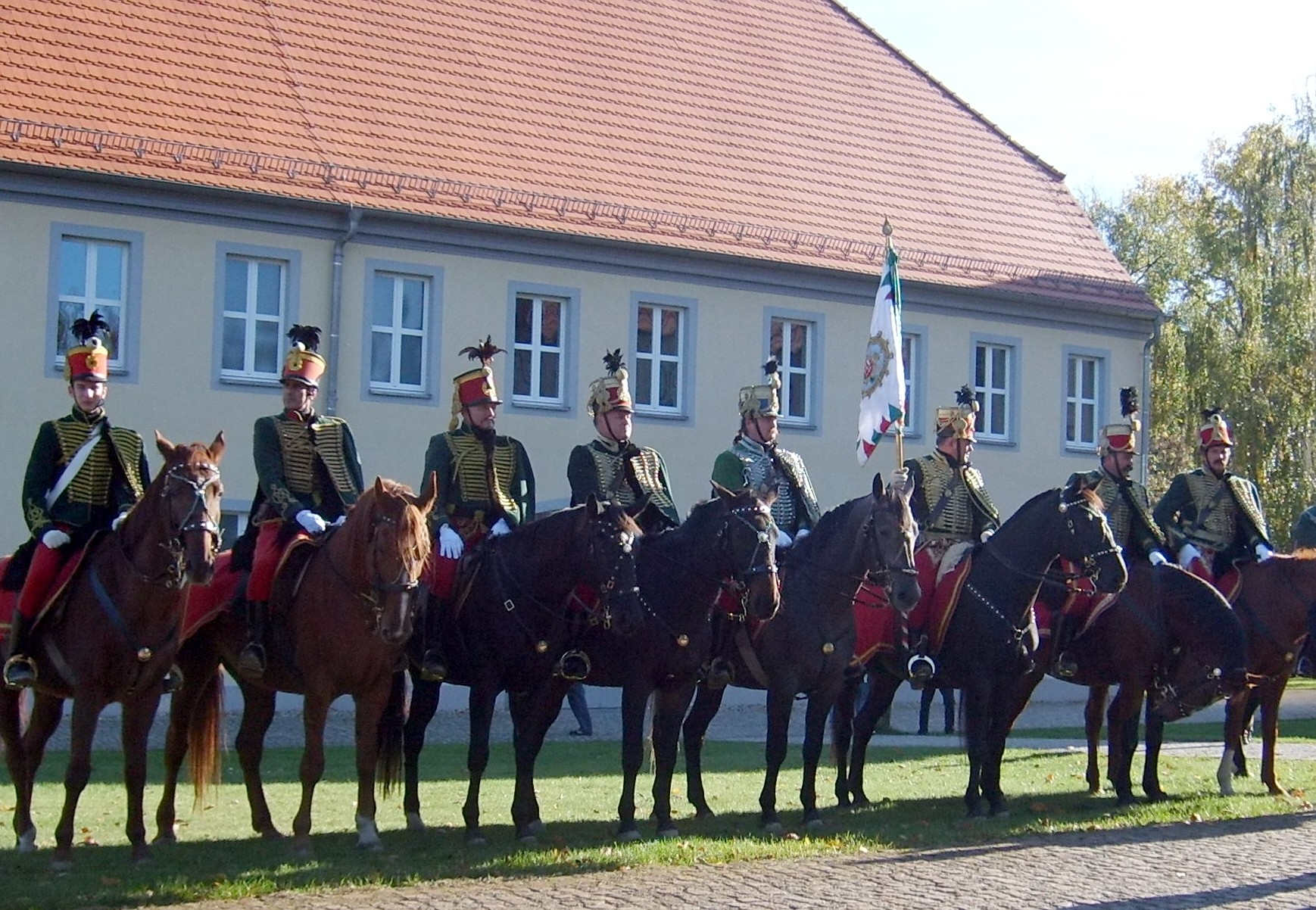
ハンガリー伝統の騎兵ユサール

## 所属機関
- ハンガリー陸軍
- ハンガリー空軍
- ハンガリー軍事情報局